# أوليفيا مولينا (مغنية)
أوليفيا مولينا (بالإسبانية: Olivia Molina؛ بالألمانية: Olivia Molina) هي مغنية مكسيكية وألمانية، ولدت في 3 يناير 1946 في كوبنهاغن في الدنمارك.

## وصلات خارجية
- الموقع الرسمي
- أوليفيا مولينا على موقع ميوزك برينز (الإنجليزية)
- أوليفيا مولينا على موقع ديسكوغز (الإنجليزية)